# Nymphon inornatum
Nymphon inornatum is een zeespin uit de familie Nymphonidae. De soort behoort tot het geslacht Nymphon. Nymphon inornatum werd in 1995 voor het eerst wetenschappelijk beschreven door Child. 